# Dolno Jelovce

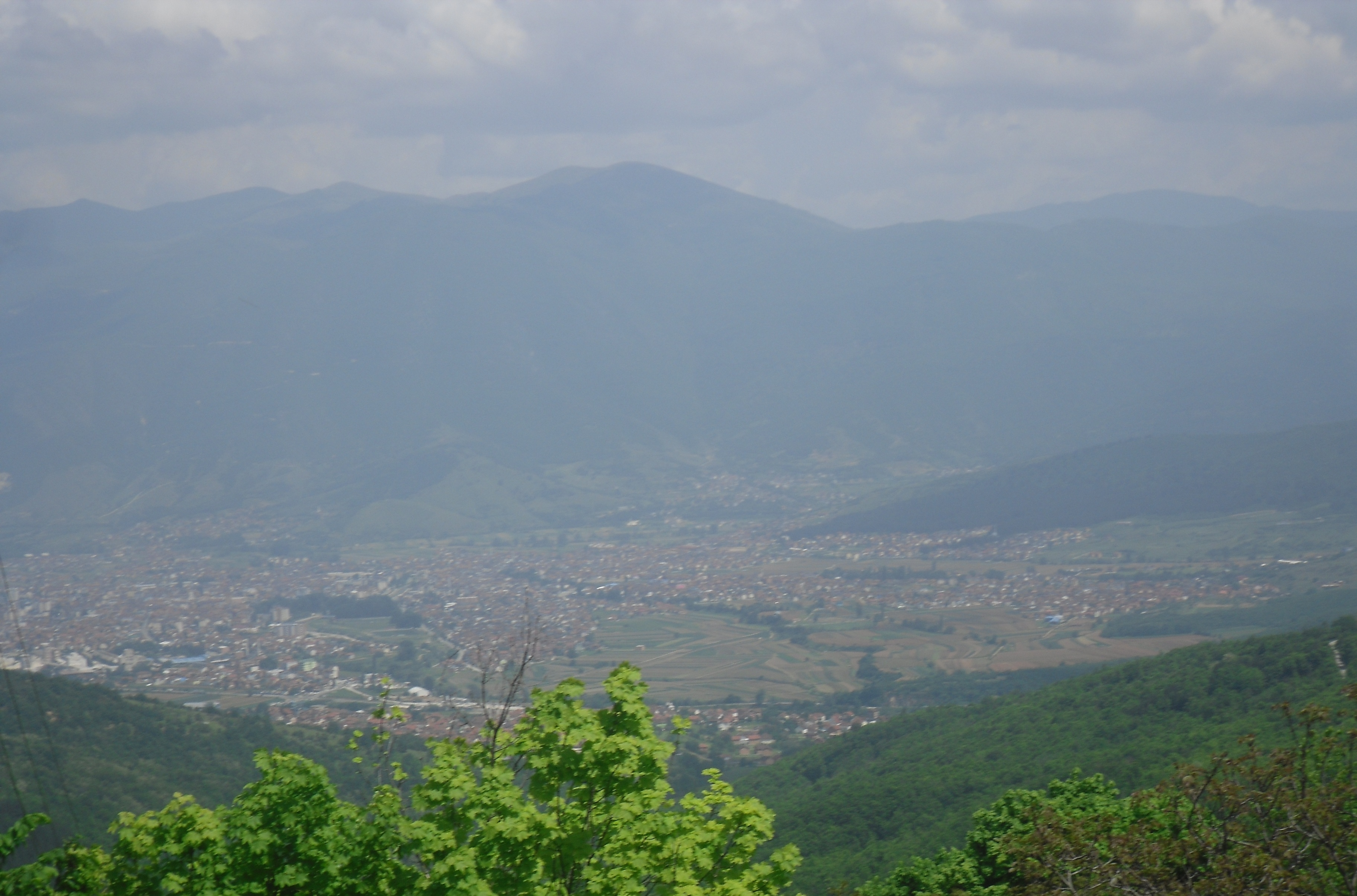
Panoramatický pohled na Dolno Jelovce

Dolno Jelovce (makedonsky: Долно Јеловце, albánsky: Jalloci i Poshtëm) je vesnice v Severní Makedonii. Nachází se v opštině Gostivar v Položském regionu. 

## Demografie
Podle statistiky Vasila Kančova z roku 1900 bylo ve vesnici 522 obyvatel (375 Makedonců a 147 Albánců). 
Podle posledního sčítání lidu z roku 2021 žijí ve vesnici už jen 3 obyvatelé, všichni jsou Makedonci. 
| Rok            | 1900 | 1905 | 1929 | 1948 | 1953 | 1961 | 1971 | 1981 | 1991 | 1994 | 2002 | 2021 |
| -------------- | ---- | ---- | ---- | ---- | ---- | ---- | ---- | ---- | ---- | ---- | ---- | ---- |
| Počet obyvatel | 522  | 448  | 405  | 407  | 426  | 373  | 190  | 64   | 20   | 14   | 10   | 3    |